# Linum suffruticosum
Linum suffruticosum är en linväxtart. Linum suffruticosum ingår i släktet linsläktet, och familjen linväxter.

## Underarter
Arten delas in i följande underarter:
- L. s. appressum
- L. s. dolomiticum
- L. s. salsoloides
- L. s. suffruticosum

## Bildgalleri

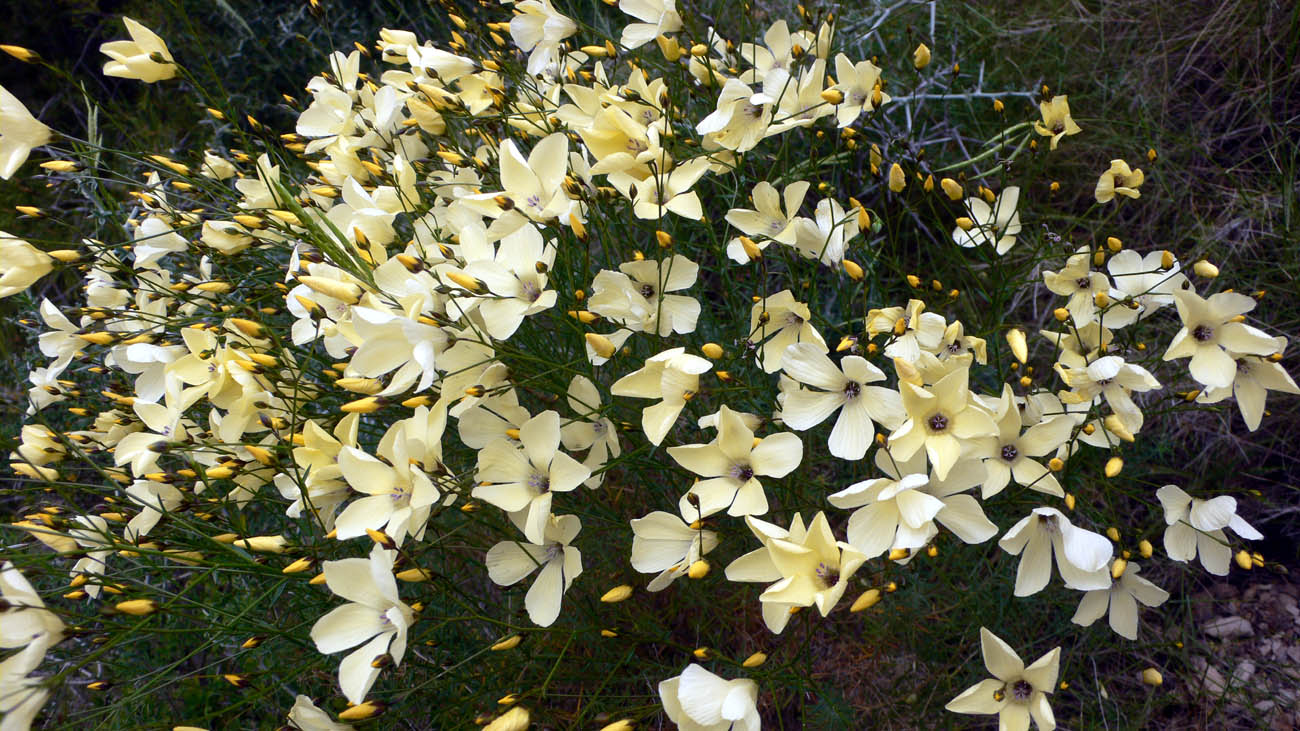
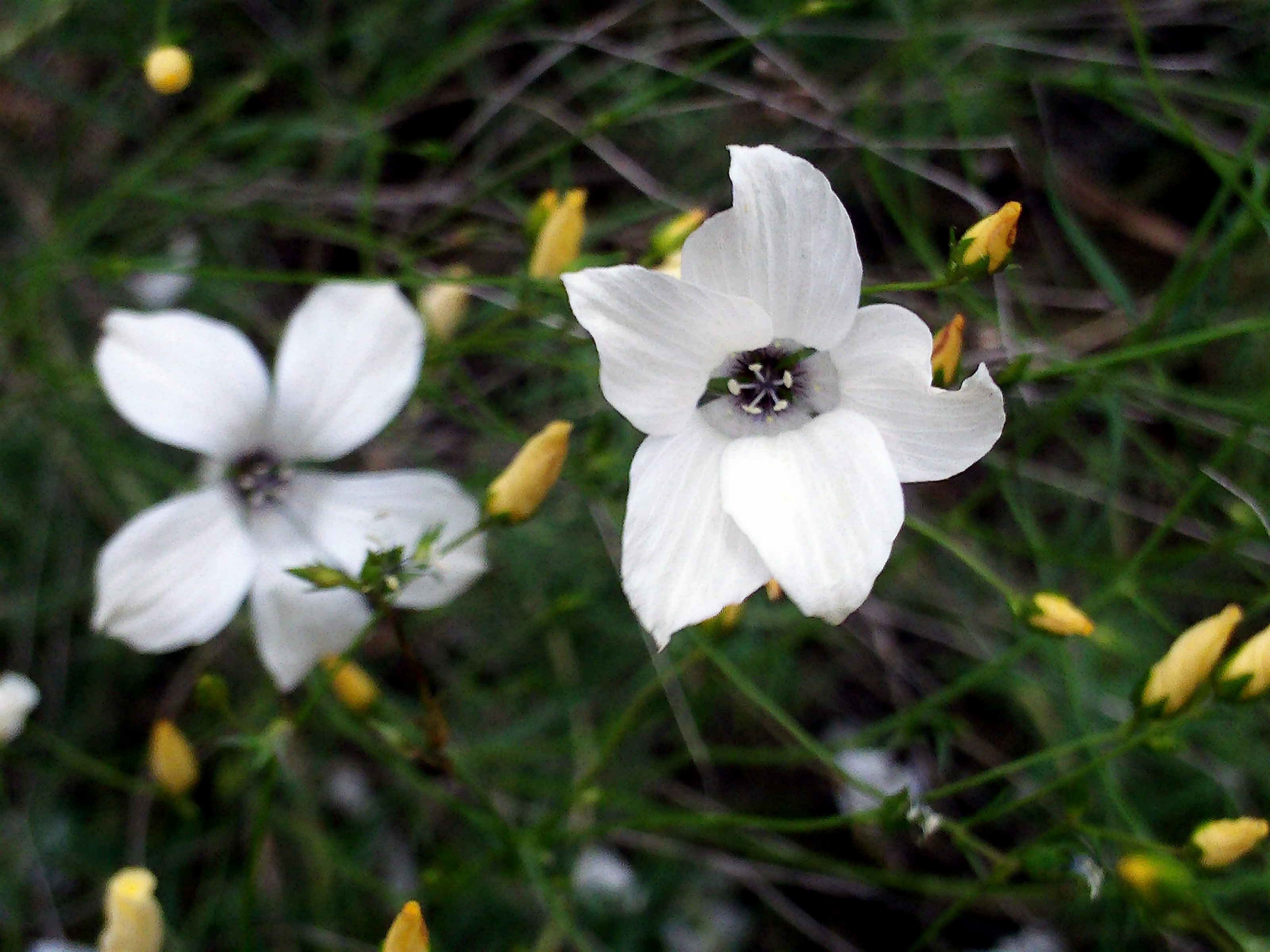
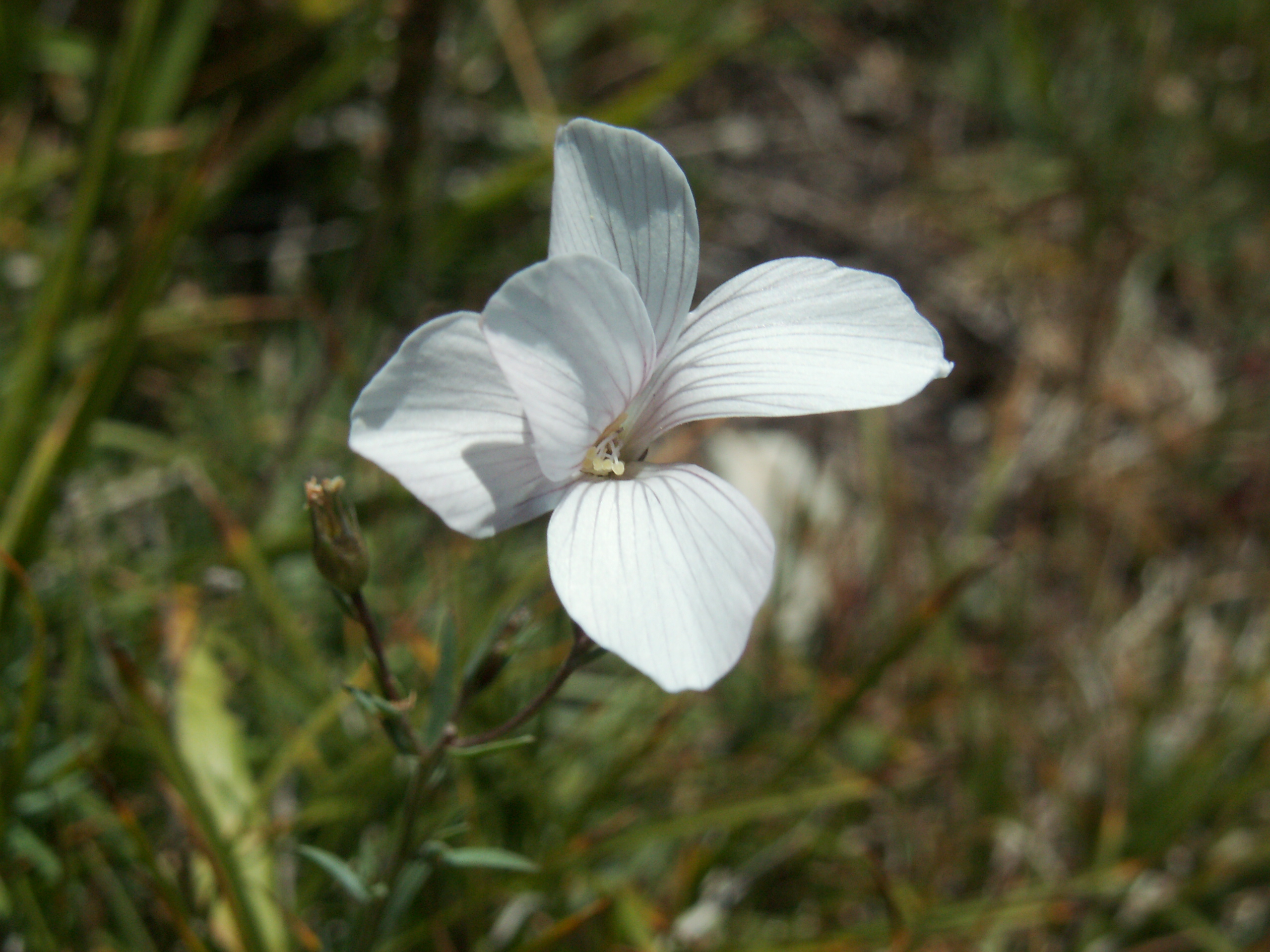
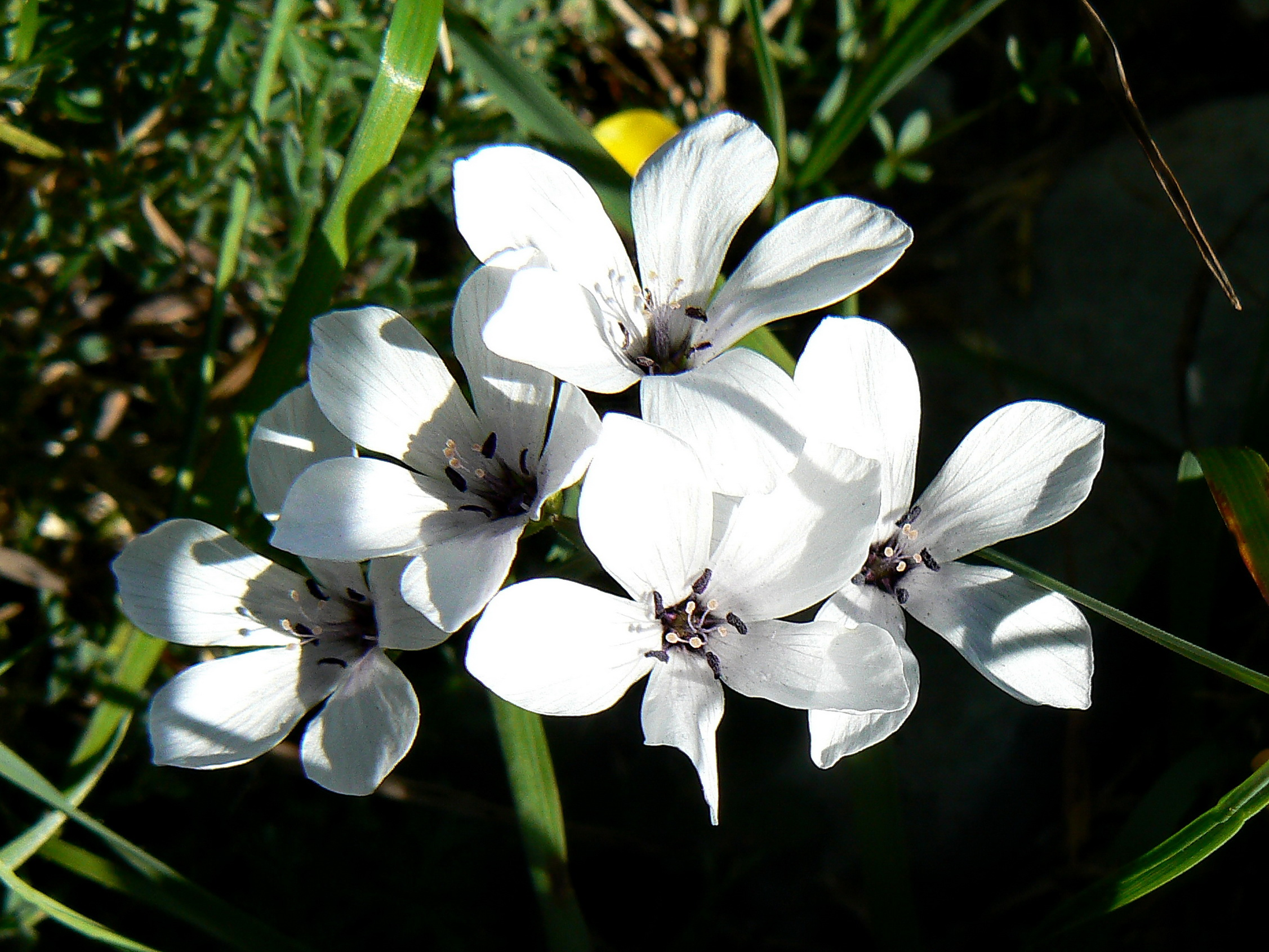
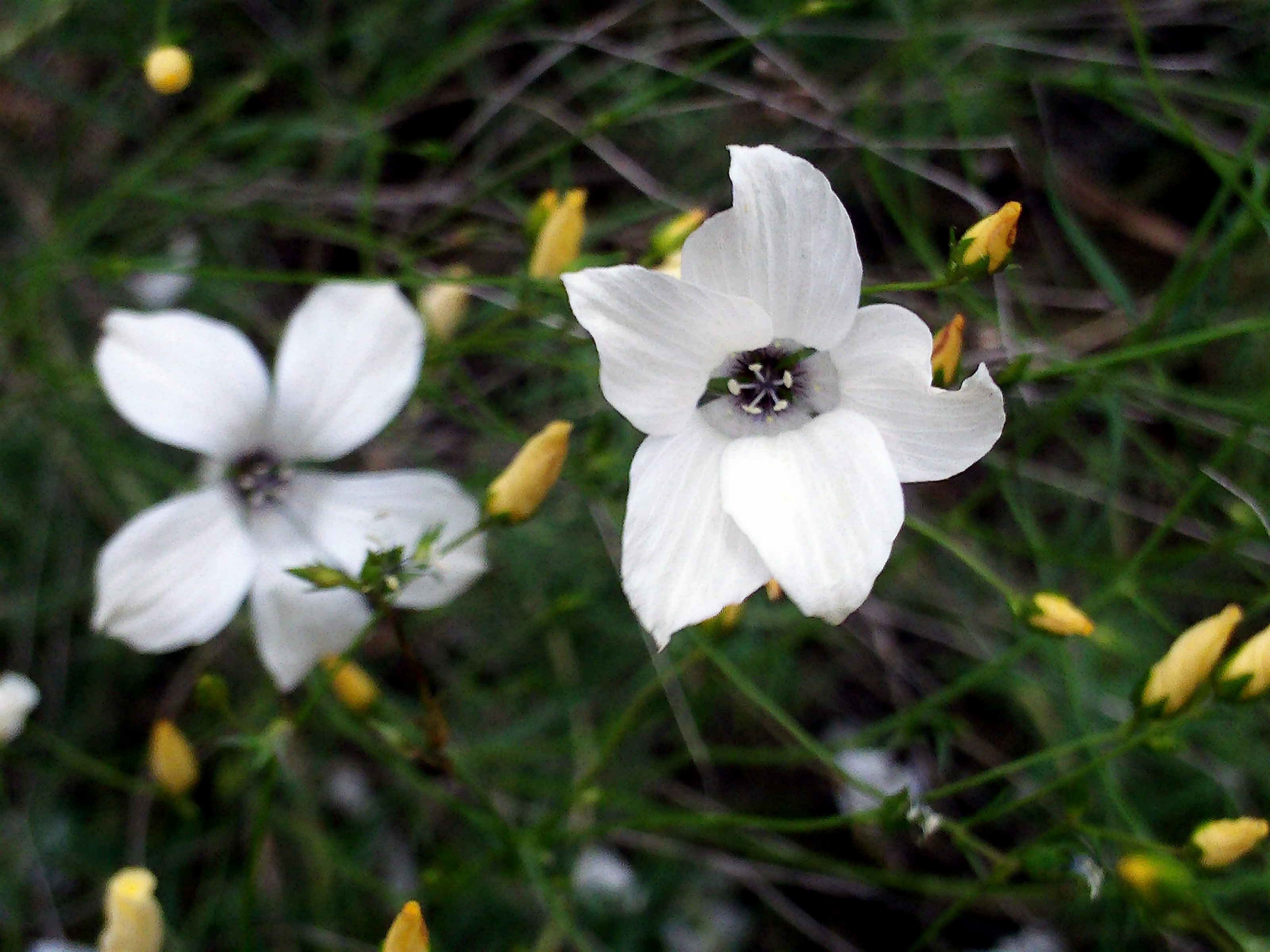